# Чемпіонат світу з легкої атлетики 2019 — біг на 3000 метрів з перешкодами (чоловіки)

Фініш у фінальному забігу

Змагання з бігу на 3000 метрів з перешкодами серед чоловіків на Чемпіонаті світу з легкої атлетики 2019 у Досі проходили 1 та 4 жовтня на стадіоні «Халіфа».

## Напередодні старту
На початок змагань основні рекордні результати були такими:
| WR | Саїф Саїд Шахін (QAT)    | 7.53,63 | Брюссель | 3 вересня 2004 |
| CR | Єзекіїль Кембої (KEN)    | 8.00,43 | Берлін   | 18 серпня 2009 |
| WL | Суф'ян ель Баккалі (MAR) | 8.04,82 | Фонв'єй  | 12 липня 2019  |

Перед чемпіонатом очікувалось, що головна боротьба розгорнеться між бігунами, що посідали перші три сходинки в рейтингу сезону - марокканцем Суф'яном ель Баккалі, кенійцем Бенджаміном Кігеном та ефіопом Гетнетом Вале.

## Результати

### Забіги
Найкращий час у забігах показав Гетнет Вале (8.12,96). За регламентом, до фіналу виходили перші троє з кожного з трьох забігів та шестеро найшвидших за часом з тих, які посіли у забігах місця, починаючи з четвертого. Індійський атлет Авінаш Сабле за результатом не проходив до фіналу. Проте, внаслідок апеляції індійської збірної рішенням суддів він був включений 16-м атлетом то стартового списку учасників фінального забігу. Апеляція обґрунтовувалась тим, що атлет двічі падав під час забігу з причин, які не залежали від нього (поштовх іншого спортсмена), і це завадило йому показати результат, який би дозволив йому пройти до фіналу.

### Фінал
У фіналі неймовірним фінішним спуртом переміг Консеслус Кіпруто, незважаючи на травму ноги, відновлення після якої дозволило йому відновити тренування тільки за чотири місяці до чемпіонату.
| Місце | Атлет                    | Час     | Примітки |
| ----- | ------------------------ | ------- | -------- |
| 1     | Консеслус Кіпруто (KEN)  | 8:01.35 | WL       |
| 2     | Ламеча Гірма (ETH)       | 8:01.36 | NR       |
| 3     | Суф'ян ель Баккалі (MAR) | 8:03.76 | SB       |
| 4     | Гетнет Вале (ETH)        | 8:05.21 | PB       |
| 5     | Джилалі Бедрані (FRA)    | 8:05.23 | PB       |
| 6     | Бенджамін Кіген (KEN)    | 8:06.95 |          |
| 7     | Авраам Кібівот (KEN)     | 8:08.52 |          |
| 8     | Гілларі Бор (USA)        | 8:09.33 |          |
| 9     | Леонард Бетт (KEN)       | 8:10.64 |          |
| 10    | Стенлі Кебеней (USA)     | 8:11.15 | SB       |
| 11    | Фернандо Карро (ESP)     | 8:12.31 |          |
| 12    | Ендрю Баєр (USA)         | 8:12.47 | PB       |
| 13    | Авінаш Сабле (IND)       | 8:21.37 | NR       |
| 14    | Метью Г'юз (CAN)         | 8:24.78 |          |
| 15    | Зак Седдон (GBR)         | 8:40.23 |          |
| —     | Чала Бейо (ETH)          | —       | DNF      |